# Sorella Morte
Sorella Morte (Hermana Muerte) è un film horror del 2023 diretto da Paco Plaza.
Si tratta di un prequel del film Veronica (2017) in quanto narra la giovinezza di Sorella Narcisa, ovvero l'anziana Suora Morte di Veronica.

## Trama
Spagna, 1939. Narcisa, una novizia, arriva in un convento, che da qualche anno è anche una scuola per bambine indigenti dopo essere stato occupato dai militari durante la guerra civile. La madre superiora è entusiasta del suo arrivo: da bambina Narcisa era, infatti, diventata particolarmente famosa grazie a visioni che le consentivano di comunicare con la Madonna. Nel corso degli anni però Narcisa ha iniziato ad avere dubbi sulla sua vocazione, non avendo più avuto visioni dall'infanzia. Sorella Julia, invece, non la accoglie calorosamente e mostra fin dall'inizio un comportamento freddo e dubbioso nei suoi confronti.
Narcisa, nonostante i dubbi e l'insicurezza per il primo ruolo da insegnante, lega molto con la piccola Rosa e sua sorella. Dalla prima notte in convento inizia ad essere tormentata da incubi spaventosi e tremendamente realistici su fatti successi proprio fra quelle mura e che hanno spesso delle sorelle molto inquietanti come protagoniste. Presto, Narcisa inizia a sentire dei rumori molto strani anche da sveglia: ne conseguono esplorazioni notturne del monastero, in cui si imbatte in una mano che la madre riconosce come una reliquia di Santa Marta, andata persa nella guerra civile, l'evento però accresce l'astio di sorella Julia.
Una sera, Rosa e sua sorella vengono aggredite da qualcosa di invisibile mentre sono in bagno: Rosa viene ritrovata armata di forbici e conseguentemente punita severamente da Julia, accusata di aver tagliato i capelli a un'altra bambina. Narcisa prende l'abitudine di autoflagellarsi e inizia ad ascoltare le bambine circa un racconto spaventoso riguardante figure di uomini impiccati che compaiono nelle stanze del convento, una bambina morta che ne infesta le mura e la strana scomparsa di Sorella Ines, precedente maestra delle bambine; tuttavia, le altre suore continuano a mostrarsi omertose al riguardo, perfino la madre superiora.
Gli eventi fanno sì che sorella Julia inizi a perseguitare maggiormente la novizia, arrivando ad affermare che i suoi poteri d'infanzia derivavano in realtà dal demonio e che dovrebbe abbandonare il convento. Narcisa desidera tuttavia vedere la "bambina fantasma": Rosa può già vederla, dunque la novizia le chiede di completare un disegno di impiccagione comparso sul muro affinché lo spirito possa manifestarsi: ciò genera tuttavia dei terribili eventi che portano dapprima alla scomparsa della ragazzina e poi al ritrovamento del suo cadavere, impiccata nel confessionale. Terribilmente addolorata per l'accaduto, Narcisa decide di esporre i suoi occhi all'eclissi di sole, danneggiandoli irrimediabilmente: questo scatena nuovamente in lei visioni ispirate dalla Madonna.
Grazie alle visioni, Narcisa riesce a vedere i giorni dell'occupazione durante la guerra civile: in particolare vede lo stupro di una suora da parte di un militare. Scopre, così, la storia dello spirito che infesta il convento. Sorella Soccorro aveva concepito una bambina in seguito allo stupro che, per scelta della madre superiora, era stata tenuta nascosta all'interno del monastero affinché nessuno potesse scoprire ciò che era accaduto alla suora. Un giorno, quando la bambina ormai in età scolare si era ammalata, la madre voleva farla uscire dal convento per portarla in ospedale, ma le altre sorelle, dopo aver chiuso Sorella Soccorro nella sua cella, fecero fare un bagno freddo alla bambina, usando la forza e accanendosi su di lei, causandone così la sua morte.
Non sentendo più le urla della bambina, le stesse che sentiva Narcisa, Sorella Soccorro capì quello che era successo e si impiccò. In seguito alle visioni, Julia corre via terrorizzata e Narcisa inizia a vagare per il monastero, riuscendo a parlare con lo spirito di Sorella Soccorro. Ciò causa una carneficina da parte dello spirito, in cui le responsabili della sua morte vengono punite. Decenni dopo Narcisa è ormai una madre superiora, diventata mentore di un'insegnante, che la presenta alla sua classe, dove c'è Veronica e dove una delle allieve le affibbia il nomignolo di Sorella Morte.

## Produzione
Il film nasce dallo sviluppo di un personaggio già apparso nel film del 2017 Veronica, anch'esso diretto da Paco Plaza: si tratta appunto del personaggio della protagonista Narcisa, che nella precedente pellicola appariva da anziana con lo pseudonimo di Sorella Morte. Le riprese si sono svolte nella città di Valencia a partire dal marzo 2022, con numerose scene girate nel Monastero di San Girolamo di Cotalba.

## Distribuzione
Presentato in anteprima nel corso dell'edizione del 2023 del Sitges - Festival internazionale del cinema fantastico della Catalogna, il film è stato reso disponibile su Netflix a partire dal 27 ottobre 2023.

## Accoglienza
Sull'aggregatore Rotten Tomatoes il film riceve il 79% delle recensioni professionali positive con un voto medio di 6,8 su 10 basato su 9 critiche.